# Blackberry Smoke
I Blackberry Smoke sono una band di Southern rock, rock'n'roll, blues e country rock statunitense proveniente da Atlanta in Georgia e attiva fin dall'inizio degli anni 2000.
La band si compone di Charlie Starr (voce, chitarre), Richard Turner (basso, voce), Brit Turner (batteria), Paul Jackson (chitarre, voce), Brandon Still (tastiere), Benji Skanks (chitarre, slide e mandolino) e Preston Holcombe (percussioni).   

## Storia

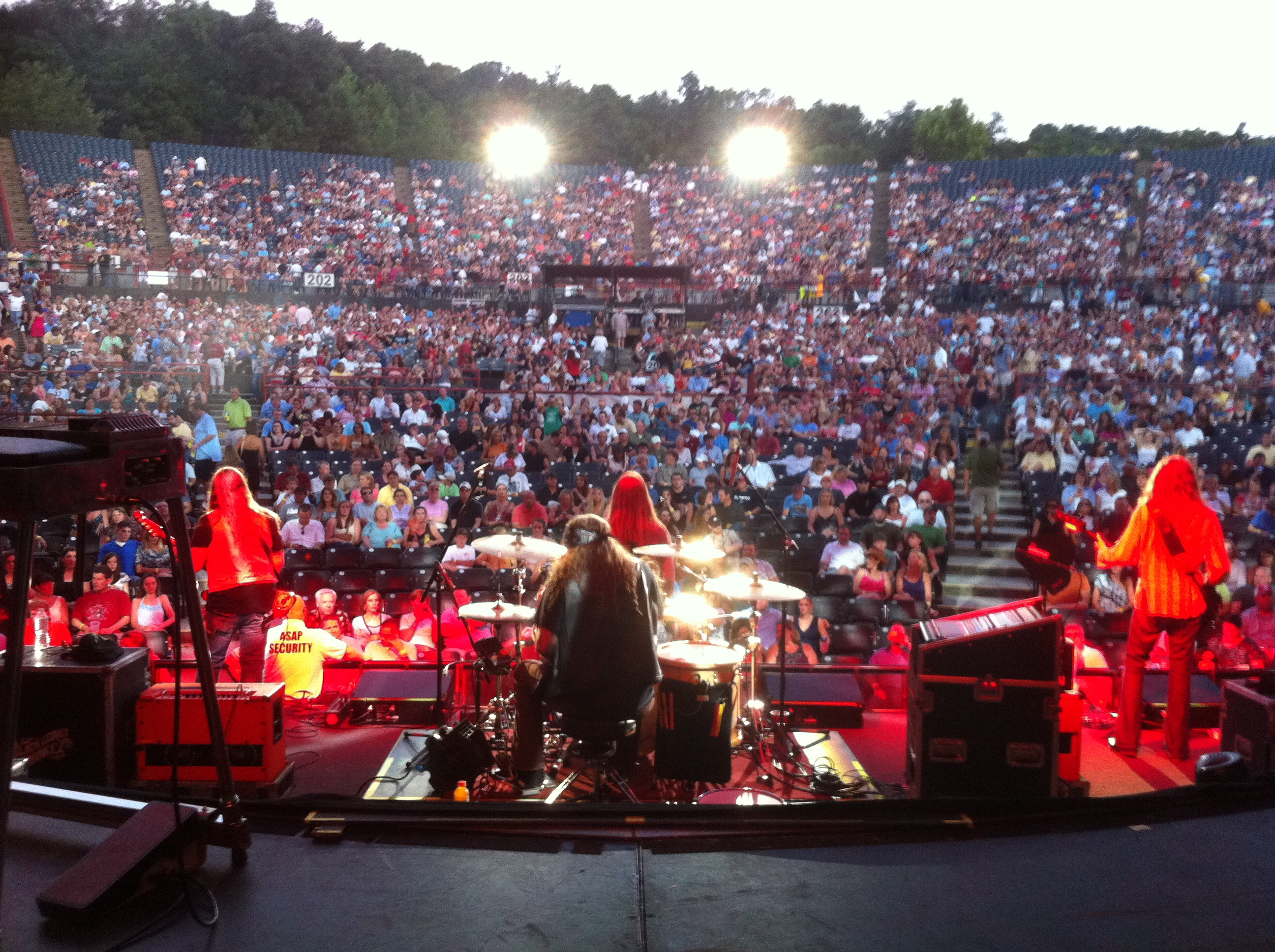
Concerto a Birmingham (Alabama) del 28 maggio 2011

Il loro primo album, Bad Luck Ain't No Crime, è del 2003 seguito da Liltte Pieces Of Dixie nel 2009 e The Whippoorwill nel 2012. Si sono esibiti negli Stati Uniti sia da soli che come supporto per artisti come ZZ Top e Lynyrd Skynyrd. Si sono esibiti in più di 20 date con Zac Brown Band a livello nazionale nell'estate del 2011. 
Il 26 agosto 2012 si sono esibiti in un concerto di beneficenza chiamato The Boot Ride, con il cast di Sons of Anarchy a Hollywood.
La band ha fatto parte dell'etichetta discografica di Zac Brown Band, la Southern Ground. Nel novembre del 2014 ha annunciato di aver lasciato la Southern Ground e firmato per la "Rounder Records".
Il 9 febbraio del 2015 esce il loro quarto album di studio Holding All The Roses, prodotto dal noto discografico Brendan O'Brien, già produttore di band di fama mondiale tra le quali AC/DC e Pearl Jam. Con l'uscita del nuovo album, a partire dallo stesso mese, la band ha intrapreso un tour al fianco degli ZZ Top, che ha toccato le maggiori location statunitensi. In due diversi periodi (ottobre/novembre 2015 e giugno 2016) si sono esibiti in Europa soprattutto in Gran Bretagna, toccando inoltre anche Germania, Spagna, Francia, Olanda, Belgio e per la prima volta anche l'Italia suonando all'Alcatraz di Milano e al Carroponte rispettivamente in ottobre e in giugno, e pure al Rock in Roma presso l'Ippodromo delle Capannelle.
Il 14 ottobre 2016 viene pubblicato il nuovo album di studio dal titolo Like an Arrow, seguito da un tour mondiale. In questo periodo la band si è esibita al fianco dei Gov't Mule in una serie di concerti americani, tra cui quello nel bellissimo e suggestivo Red Rock Amphitheatre a Morrison alle porte di Denver (Colorado). Con il brano Waiting for the Thunder sono apparsi nella 7ª puntata (Outlaw) della 3ª stagione della serie NCIS New Orleans, andata in onda il 22 Novembre 2016 sulla tv americana. 
Nel marzo del 2024 la band piange la scomparsa del batterista. Turner è morto il 3 marzo all'età di 57 anni. Era da tempo affetto da un glioblastoma, una forma aggressiva di tumore al cervello.     

## Discografia
Album in studio
- 2003 - Bad Luck Ain't No Crime
- 2009 - Little Piece Of Dixie
- 2012 - The Whippoorwill
- 2013 - Holding All The Roses
- 2016 - Like An Arrow
- 2018 - Find A Light
- 2021 - You Hear Georgia
- 2024 - Be Right Here

Live
- 2011 - Homecoming, Live in Atlanta, Georgia
- 2014 - Leave A Scar, Live in North Carolina

EP
- 2008 - New Honky Tonk Bootlegs
- 2008 - Little Piece Of Dixie EP
- 2015 - Wood, Wire And Roses
- 2018 - The Southern Ground Sessions
- 2021 - Stoned